# Severská kombinace na Zimních olympijských hrách 2014 – kvalifikace
Tento článek pojednává o kvalifikačních kritériích pro účast v závodech v severské kombinaci na Zimních olympijských hrách 2014.

## Kvalifikační kritéria
Na Zimních olympijských hrách 2014 v Soči byla stanovena kvóta maximálně 55 startujících závodníků. Každý národní olympijský výbor mohlo reprezentovat maximálně pět závodníků. Lyžaři mohli na olympijských hrách startovat za předpokladu, že bodovali v období od července 2012 do 19. ledna 2014 ve světovém nebo kontinentálním poháru. 50 nejvýše postavených závodníků na seznamu kvalifikovaných sportovců respektoval maximální počet pěti závodníků jednoho národního olympijského výboru, včetně hostujícího Ruska. Hostující národ měl nárok na účast minimálně jednoho závodníka v každém závodu, a to také v týmovém závodu za předpokladu, že jeho sportovci byli na seznamu kvalifikovaných národů. Při dosažení počtu 50 kvalifikovaných závodníků byly další kvóty přiděleny národním olympijským výborům, které nesplňovaly kritérium pro start čtyř lyžařů v týmovém závodě, a to nejvýše pro naplnění hodnoty 10 startujících národů v týmovém závodě.

## Kvalifikované země
Seznam kvalifikovaných národů platný k 23. prosinci 2013.
| Národní olympijský výbor | Závodníků |
| ------------------------ | --------- |
| Česko                    | 4         |
| Estonsko                 | 2         |
| Finsko                   | 4         |
| Francie                  | 5         |
| Itálie                   | 4         |
| Japonsko                 | 5         |
| Německo                  | 5         |
| Norsko                   | 5         |
| Polsko                   | 1         |
| Rakousko                 | 5         |
| Rusko                    | 3         |
| Slovinsko                | 4         |
| Spojené státy americké   | 5         |
| Švýcarsko                | 2         |
| Ukrajina                 | 1         |
| Celkem: 14 NOV           | 55        |